# 李保邦

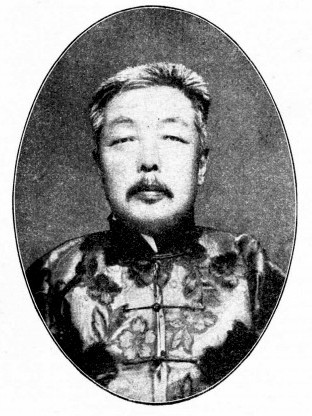
李保邦

李保邦，字少文，直隸省樂亭縣人，民國政治人物。
早年擔任山西隰州直隸州知州。宣統二年，調任解州直隸州知州，宣統二年，山西巡撫舉薦。宣統三年，因病辭職。民國元年，擔任隰州知州，后因病辭職。民國二年，出任中華民國第一屆國會眾議院議員。民國五年（1916年），第一屆國會第二期常會開幕，李保邦繼續任眾議院議員。